# Lijst van afleveringen van Battlestar Galactica (2004)
Dit is een lijst van afleveringen van de serie Battlestar Galactica uit 2004.

## Pilot
| Nr. | Titel         | Regisseur     | Schrijver(s)                             | Uitzenddatum    | Overlevenden |  |
| --- | ------------- | ------------- | ---------------------------------------- | --------------- | ------------ |  |
| 1 | Night: Deel 1 | Michael Rymer | Ronald D. Moore & Christopher Eric James | 8 december 2003 | onbekend     |  |
| De ontmanteling van de Battlestar Galactica wordt verstoord door een verrassingsaanval van de Cylons op de Twaalf Koloniën.                                                         |               |               |                                          |                 |              |  |
| 2 | Night: Deel 2 | Michael Rymer | Ronald D. Moore & Christopher Eric James | 9 december 2003 | onbekend     |  |
| De nieuwe president Laura Roslin weet alle overgebleven schepen te verzamelen rond de Galactica. Commandant Adama beslist om met de samengeraapte vloot op zoek te gaan naar Aarde. |               |               |                                          |                 |              |  |

## Seizoen 1
| Nr. | Titel                         | Regisseur            | Schrijver(s)                    | Uitzenddatum      | Overlevenden |  |
| --- | ----------------------------- | -------------------- | ------------------------------- | ----------------- | ------------ |  |
| 1 | 33                            | Michael Rymer        | Ronald D. Moore                 | 18 oktober 2004   | 49.998       |  |
| Na de uittocht van de overlevenden van de twaalf kolonies wordt de vloot elke 33 minuten aangevallen door de cylons wat tot uitputting van de bemanning leidt.                                                                  |                               |                      |                                 |                   |              |  |
| 2 | Water                         | Marita Grabiak       | Ronald D. Moore                 | 25 oktober 2004   | 47.973       |  |
| Boomer vindt explosieven in haar tas en weet niet hoe die daar gekomen zijn. Even later is er een explosie op de Galactica waardoor 80% van het drinkwater verloren gaat.                                                       |                               |                      |                                 |                   |              |  |
| 3 | Bastille Day                  | Allan Kroeker        | Toni Graphia                    | 1 november 2004   | 47.958       |  |
| Als er rellen uitbreken door het watergebrek wil Apollo de gevangenen van de Astral Queen inzetten om water te ontginnen maar een bekende terrorist bemoeilijkt de zaak.                                                        |                               |                      |                                 |                   |              |  |
| 4 | Act of Contrition             | Rod Hardy            | Bradley Thompson & David Weddle | 8 november 2004   | 47.958       |  |
| Na een ongeval op het scheepsdek van de Galactica moet Starbuck nieuwe piloten opleiden waardoor er herinneringen naar boven komen van haar tijd met Zak Adama.                                                                 |                               |                      |                                 |                   |              |  |
| 5 | You Can't Go Home Again       | Sergio Mimica-Gezzan | Carla Robinson                  | 15 november 2004  | 47.945       |  |
| Starbuck maakt een noodlanding op een barre maan. Adama en Apollo gaan tot het uiterste om haar te vinden wat hen in conflict brengt met Roslin en Tigh.                                                                        |                               |                      |                                 |                   |              |  |
| 6 | Litmus                        | Rod Hardy            | Jeff Vlaming                    | 22 november 2004  | 47.945       |  |
| Een cylon pleegt een bomaanslag aan boord van de Galactica. Een onafhankelijk tribunaal gaat op onderzoek en Chief Tyrol komt in nauwe schoenen.                                                                                |                               |                      |                                 |                   |              |  |
| 7 | Six Degrees of Separation     | Robert Young         | Michael Angeli                  | 29 november 2004  | 47.942       |  |
| Een Number Six komt aan boord van de Galactica en zij beschuldigt Gaius Baltar ervan dat hij de cylons heeft geholpen bij de aanval op de twaalf kolonies.                                                                      |                               |                      |                                 |                   |              |  |
| 8 | Flesh and Bone                | Brad Turner          | Toni Graphia                    | 6 december 2004   | 47.938       |  |
| Starbuck ondervraagt een Number Two die haar vertelt dat er over negen uur een bom zal afgaan in de vloot. Ondertussen neemt Baltar een cylon-detectietest af van Boomer.                                                       |                               |                      |                                 |                   |              |  |
| 9 | Tigh Me Up, Tigh Me Down      | Edward James Olmos   | Jeff Vlaming                    | 13 december 2004] | 47.905       |  |
| Roslin geeft haar medewerker Billy de opdracht om informatie in te winnen bij Dee over William Adama omdat ze hem er van verdenkt een cylon te zijn. Tighs vermiste vrouw Ellen wordt onverwacht aan boord gebracht door Adama. |                               |                      |                                 |                   |              |  |
| 10 | The Hand of God               | Jeff Woolnough       | Bradley Thompson & David Weddle | 3 januari 2005    | 47.905       |  |
| Als de koloniale vloot te kampen heeft met een tekort aan brandstof bedenkt de bemanning een ambitieus plan om een zwaar bewaakte Cylon-gecontroleerde tylium asteroïde te veroveren.                                           |                               |                      |                                 |                   |              |  |
| 11 | Colonial Day                  | Jonas Pate           | Carla Robinson                  | 10 januari 2005   | 47.898       |  |
| Roslin herstelt de "Quorum of Twelve", het parlement van de kolonies maar de verkiezing van Tom Zarek zorgt voor een politieke crisis voor de president.                                                                        |                               |                      |                                 |                   |              |  |
| 12 | Kobol's Last Gleaming: Deel 1 | Michael Rymer        | David Eick & Ronald D. Moore    | 17 januari 2005   | 47.897       |  |
| De ontdekking van de antieke wereld van Kobol zorgt voor een breuk tussen Adama en Roslin. |                               |                      |                                 |                   |              |  |
| 13 | Kobol's Last Gleaming: Deel 2 | Michael Rymer        | David Eick & Ronald D. Moore    | 24 januari 2005   | 47.887       |  |
| Starbuck reist in opdracht van Roslin naar Caprica om de "pijl van Apollo" op te halen. Het conflict tussen Roslin en Adama komt tot een hoogtepunt waardoor Apollo voor een moeilijke keuze geplaatst wordt.                   |                               |                      |                                 |                   |              |  |

## Seizoen 2
| Nr. | Titel                         | Regisseur                          | Schrijver(s)                          | Uitzenddatum                      | Overlevenden |  |
| --- | ----------------------------- | ---------------------------------- | ------------------------------------- | --------------------------------- | ------------ |  |
| 1 | Scattered                     | Michael Rymer                      | David Weddle & Bradley Thompson       | 15 juli 2005                      | 47.875       |  |
| Nadat Adama werd neergeschoten door Boomer moet Tigh de leiding over de Galactica overnemen. Wanneer de vloot een noodjump moet uitvoeren raakt de Galactica gescheiden van de rest van de vloot. |                               |                                    |                                       |                                   |              |  |
| 2 | Valley of Darkness            | Michael Rymer                      | David Weddle & Bradley Thompson       | 22 juli 2005                      | 47.874       |  |
| De koloniale vloot wordt herenigd waarna de Galactica wordt geënterd door cylon centurions. Op Caprica plannen Starbuck en Helo een cylon schip te stelen om af de planeet te komen maar maken eerst een pitstop in Starbucks woonst in Delphi. |                               |                                    |                                       |                                   |              |  |
| 3 | Fragged                       | Sergio Mimica-Gezzan               | Dawn Prestwich & Nicole Yorkin        | 29 juli 2005                      | 47.862       |  |
| Als Tigh met groeiende protesten te maken krijgt in verband met de afzetting van president Roslin kondigt hij de staat van beleg af. Op Kobol bouwen centurions een anti-vliegtuig batterij. "Crashdown", die de leiding heeft van de gestrande kolonialen op Kobol komt met een onrealistisch plan om dat te verhinderen.                                     |                               |                                    |                                       |                                   |              |  |
| 4 | Resistance                    | Allan Kroeker                      | Toni Graphia                          | 5 augustus 2005                   | 47.861       |  |
| Apollo bevrijdt Roslin uit de cel en smokkelt haar met de hulp van Tom Zarek van boord. Boomer wordt neergeschoten door Cally. Op Caprica sluiten Starbuck en Helo zich aan bij de verzetsgroep van Samuel Anders. |                               |                                    |                                       |                                   |              |  |
| 5 | The Farm                      | Rod Hardy                          | Carla Robinson                        | 12 augustus 2005                  | 47.857       |  |
| Tijdens een actie van Samuel Anders verzetsgroep wordt Starbuck neergeschoten. Ze wordt wakker in een hospitaal maar de dokter blijkt vreemde plannen te hebben. Op de Galactica neemt Adama opnieuw het commando over. |                               |                                    |                                       |                                   |              |  |
| 6 | Home: Deel 1                  | Sergio Mimica-Gezzan               | David Eick                            | 19 augustus 2005                  | 47.858       |  |
| Nadat Starbuck, samen met Helo en Athena de planeet Caprica heeft kunnen verlaten, brengt ze de "pijl van Apollo" naar Roslin die inmiddels naar Kobol gereisd is met onder meer Apollo en Zarek. Op de Galactica kampt Adama met personeelstekort. |                               |                                    |                                       |                                   |              |  |
| 7 | Home: Deel 2                  | Jeff Woolnough                     | David Eick & Ronald D. Moore          | 26 augustus 2005                  | 47.855       |  |
| Adama reist naar Kobol en verzoent zich met zijn zoon en Roslin. Een expeditie gaat op zoek naar de tombe van Athena. Na de missie herinstalleert hij Roslin als president en houdt een toespraak om de vloot te herenigen. |                               |                                    |                                       |                                   |              |  |
| 8 | Final Cut                     | Robert Young                       | Mark Verheiden                        | 9 september 2005                  | 47.853       |  |
| Om het beschadigde imago van zijn troepen op te poetsen geeft Adama volledige toegang aan een journaliste om de gang van zaken op de Galactica te verslaan. |                               |                                    |                                       |                                   |              |  |
| 9 | Flight of the Phoenix         | Michael Nankin                     | David Weddle & Bradley Thompson       | 16 september 2005                 | 47.853       |  |
| Chief Tyrol start met het bouwen van een nieuwe viper. De veiligheid van de Galactica en zijn bemanning komt in gevaar wanneer een cylon computervirus de systemen aantasten. |                               |                                    |                                       |                                   |              |  |
| 10 | Pegasus                       | Michael Rymer                      | Anne Cofell Saunders                  | 23 september 2005                 | 49.605       |  |
| Met de komst van de Battlestar Pegasus is iedereen uitbundig. Maar dat maakt al gauw plaats voor ontevredenheid wanneer admiraal Cain rechtmatig het bevel over de vloot overneemt van Adama en de bemanning ervaart dat de admiraal er een hardhandige militaire doctrine op nahoudt.                                                                         |                               |                                    |                                       |                                   |              |  |
| 11 | Resurrection Ship: Deel 1     | Michael Rymer                      | Anne Cofell Saunders & Michael Rymer  | 6 januari 2006                    | 49.604       |  |
| Er dreigt een groeiend conflict tussen Cain en Adama maar wanneer Starbuck terugkomt van een verkenningsmissie met belangrijk nieuws wordt het conflict tijdelijk opzij gezet. |                               |                                    |                                       |                                   |              |  |
| 12 | Resurrection Ship: Deel 2     | Michael Rymer                      | Michael Rymer & Ronald D. Moore       | 13 januari 2006                   | 49.604       |  |
| Na de ontdekking van een cylon "opstandingsschip" werken de Galactica en de Pegasus samen om het cylon schip te vernietigen, maar plannen ze ook elkaars liquidatie. Balter laat een Number Six vrij die op de Pegasus gefolterd werd in opdracht van Cain. |                               |                                    |                                       |                                   |              |  |
| 13 | Epiphanies                    | Rod Hardy                          | Joel Anderson Thompson                | 20 januari 2006                   | 49.598       |  |
| Roslins ziekte is verslechterd en ze ligt in kritieke toestand in de infirmerie. Ze vertrouwt Adama toe dat ze Athena's ongeboren kind een bedreiging vindt voor de mensheid, waarop Adama belooft actie te zullen ondernemen om de geboorte te verhinderen. Ondertussen heeft er zich een vredesgroep gevormd die de vijandigheden met de cylons wil stoppen. |                               |                                    |                                       |                                   |              |  |
| 14 | Black Market                  | James Head                         | Mark Verheiden                        | 27 januari 2006                   | 49.597       |  |
| Nadat Roslin herstelt is van haar ziekte brengt ze het probleem aan van de illegale handel en wanneer de bevelhebber van de Pegasus in dat verband vermoord wordt gaat Apollo op onderzoek. |                               |                                    |                                       |                                   |              |  |
| 15 | Scar                          | Michael Nankin                     | David Weddle & Bradley Thompson       | 3 februari 2006                   | 49.593       |  |
| Spanningen lopen hoog op tussen Starbuck en haar collega "Kat" wanneer de gevechtspiloten allen erop gebrand zijn om een ervaren cylon raider met de bijnaam "Scar" neer te halen en de concurrentie tussen de piloten onderling hoog oploopt. |                               |                                    |                                       |                                   |              |  |
| 16 | Sacrifice                     | Rey Villalobos                     | Anne Cofell Saunders                  | 10 februari 2006                  | 49.590       |  |
| Een groepje terroristen gijzelen een groep mensen op Cloud 9, een schip in de vloot. Ze eisen de uitlevering van Athena. |                               |                                    |                                       |                                   |              |  |
| 17 | The Captain's Hand            | Sergio Mimica-Gezzan               | Jeff Vlaming                          | 17 februari 2006                  | 49.584       |  |
| Na de dood van Billy wordt Tory Foster de nieuwe vaste medewerker van president Roslin. De nieuwe bevelhebber van de Pegasus negeert Adama's bevelen en brengt het schip en zijn bemanning in gevaar. |                               |                                    |                                       |                                   |              |  |
| / | Razor Flashbacks              | Wayne Rose & Félix Enríquez Alcalá | Michael Taylor                        | 5 oktober 2007 - 16 november 2007 | onbekend     |  |
| Tijdens de laatste dagen van de eerste Cylonoorlog ontdekt een jonge William Adama per ongeluk een verlaten lab waar de Cylons experimenten uitvoerden op mensen. |                               |                                    |                                       |                                   |              |  |
| 18 | Downloaded                    | Jeff Woolnough                     | Bradley Thompson & David Weddle       | 24 februari 2006                  | 49.579       |  |
| Nadat Caprica Six en Boomer werden "herboren" na hun respectievelijke dood krijgen ze op Caprica de hulp van een Number Three om zich terug aan te passen aan de cylon samenleving. Op de Galactica bevalt Athena van haar hybride cylon-menselijke baby. |                               |                                    |                                       |                                   |              |  |
| 19 | Lay Down Your Burdens: Deel 1 | Michael Rymer                      | Ronald D. Moore                       | 3 maart 2006                      | 49.579       |  |
| Kort voor de presidentsverkiezingen wordt er een bewoonbare planeet gevonden, wat de tegenkandidaat van Roslin aangrijpt om extra stemmen te winnen. Ondertussen leidt Starbuck een reddingsoperatie naar Caprica in een poging de verzetsgroep van Samuel Anders te evacueren.                                                                                |                               |                                    |                                       |                                   |              |  |
| 20 | Lay Down Your Burdens: Deel 2 | Michael Rymer                      | Anne Cofell-Saunders & Mark Verheiden | 10 maart 2006                     | 49.550       |  |
| Baltar wordt president nadat bekend is geworden dat Roslin heeft geprobeerd fraude te plegen. De kolonisten vestigen zich op New Caprica, de nieuwe planeet, zoals Baltar in de verkiezingscampagne had beloofd. Een jaar later ontdekken de cylons New Caprica.                                                                                               |                               |                                    |                                       |                                   |              |  |
| / | The Resistance                | Wayne Rose                         | Bradley Thompson & David Weddle       | 5 september 2006 - 5 oktober 2006 | onbekend     |  |
| De inname van New Caprica door de Cylons leidt tot de vorming van een menselijk verzet tegen de Cylons. |                               |                                    |                                       |                                   |              |  |

## Seizoen 3
| Nr. | Titel                                | Regisseur             | Schrijver(s)                          | Uitzenddatum     | Overlevenden |  |
| --- | ------------------------------------ | --------------------- | ------------------------------------- | ---------------- | ------------ |  |
| 1 | Occupation                           | Sergio Mimica-Gezzan  | Ronald D. Moore                       | 6 oktober 2006   | onbekend     |  |
| De bezetting door de cylons van New Caprica is vier maanden aan de gang. Tigh werd opgesloten in de cel, Starbuck wordt tegen haar wil vastgehouden met Leoben die een relatie met haar wil en Tyrol en Anders organiseren een ondergrondse verzetsbeweging. |                                      |                       |                                       |                  |              |  |
| 2 | Precipice                            | Sergio Mimica-Gezzan  | Ronald D. Moore                       | 6 oktober 2006   | onbekend     |  |
| Na een zelfmoordaanslag gepleegd door het verzet voeren de cylons de repressie op. De overgebleven bemanning op de Galactica plannen een bevrijding van New Caprica. |                                      |                       |                                       |                  |              |  |
| 3 | Exodus: Deel 1                       | Félix Enríquez Alcalá | Bradley Thompson & David Weddle       | 13 oktober 2006  | onbekend     |  |
| De cylons zijn van plan om voorgoed het verzet op New Caprica te breken. De Galactica bereid zich voor om New Caprica te bevrijden. William Adama vraagt aan Apollo om met de Pegasus achttien uur te wachten, als na die tijd de Galactica niet terugkeert moet Apollo met de overblijvende bemanning verder op zoek naar de Aarde. |                                      |                       |                                       |                  |              |  |
| 4 | Exodus: Deel 2                       | Félix Enríquez Alcalá | Bradley Thompson & David Weddle       | 20 oktober 2006  | onbekend     |  |
| Nadat Tigh bewijs onder ogen krijgt dat zijn vrouw Ellen collaboreert met de cylons neemt hij de nodige maatregelen. De aanval van de Galactica loopt niet als gewenst maar onverwacht verschijnt de Pegasus. |                                      |                       |                                       |                  |              |  |
| 5 | Collaborators                        | Michael Rymer         | Mark Verheiden                        | 27 oktober 2006  | 41.435       |  |
| Na de bevrijding van New Caprica voegen alle kolonisten zich weer bij de vloot. Voormalige verzetsleden berechten en executeren kolonisten die verdacht worden van collaboratie met de cylons. |                                      |                       |                                       |                  |              |  |
| 6 | Torn                                 | Jean De Segonzac      | Anne Cofell Saunders                  | 3 november 2006  | 41.422       |  |
| Starbuck en Tigh laten hun frustraties blijken naar de kolonisten toe die tijdens de occupatie van New Caprica achtergebleven waren op de koloniale schepen en de gruwelijke tijd niet meemaakten en op die manier destabiliseren ze het moreel. Baltar die na de bevrijding van New Caprica aan boord leeft van een cylon schip stelt voor om de cylons te helpen nadat de bemanning van een van hun schepen ziek is geworden door een mysterieus virus.                                                   |                                      |                       |                                       |                  |              |  |
| 7 | A Measure of Salvation               | Bill Eagles           | Michael Angeli                        | 10 november 2006 | 41.420       |  |
| Nadat de kolonisten het met een virus geïnfecteerde cylon schip vinden bedenkt Apollo een plan om het hele cylon ras te liquideren. Op het cylon schip wordt Baltar in het bijzijn van Caprica Six door Number Three gefolterd omdat hij na zijn bezoek aan het geïnfecteerde schip niet vermeldde dat hij het baken zag dat verantwoordelijk was voor het verspreiden van het virus. |                                      |                       |                                       |                  |              |  |
| 8 | Hero                                 | Michael Rymer         | David Eick                            | 17 november 2006 | 41.421       |  |
| Adama wordt met zijn verleden geconfronteerd wanneer een gevechtspiloot waarvan hij dacht dat hij al jaren dood was op de Galactica arriveert. |                                      |                       |                                       |                  |              |  |
| 9 | Unfinished Business                  | Robert Young          | Michael Taylor                        | 1 december 2006  | 41.422       |  |
| Om de spanningen op de Galactica te verlichten worden er bokswedstrijden georganiseerd. |                                      |                       |                                       |                  |              |  |
| 10 | The Passage                          | Michael Nankin        | Jane Espenson                         | 8 december 2006  | 41.420       |  |
| Als een deel van de voedselvoorraad besmet raakt dreigt er hongersnood in de vloot. Galactica's piloten moeten de civiele schepen escorteren door een gebied met gevaarlijke ioniserende straling. Gevechtspiloot "Kat" wordt geconfronteerd met haar duistere verleden. |                                      |                       |                                       |                  |              |  |
| 11 | The Eye of Jupiter                   | Michael Rymer         | Mark Verheiden                        | 15 december 2006 | 41.402       |  |
| Aangekomen op een planeet wordt er door de bemanning algen geoogst om het te verwerken tot voedsel. Tyrol ontdekt op de planeet "het oog van Jupiter", een artefact dat de weg naar de Aarde zou kunnen wijzen, maar ook de cylons, die inmiddels op het toneel zijn verschenen hebben interesse in het artefact. Athena komt te weten dat haar kind nog in leven is. |                                      |                       |                                       |                  |              |  |
| 12 | Rapture                              | Michael Rymer         | Bradley Thompson & David Weddle       | 21 januari 2007  | 41.401       |  |
| Adama dreigt ermee de tempel waar het artefact ligt te vernietigen als de cylons zouden pogen om naar de planeet af te dalen. Er daalt maar één transportschip naar de oppervlakte waardoor Adama zijn dreigement niet uitvoert. Number Three gaat met onder meer Baltar in de tempel. Zij ziet de schimmen van de final five, de vijf onbekende cylons en sterft dan. Baltar wordt gearresteerd door Tyrol en meegenomen naar de Galactica. Athena verzint een drastisch plan om haar kind te kunnen zien. |                                      |                       |                                       |                  |              |  |
| 13 | Taking a Break from All Your Worries | Edward James Olmos    | Michael Taylor                        | 28 januari 2007  | 41.403       |  |
| Baltar wordt onderworpen aan een kruisverhoor. Ondertussen vragen zowel Apollo als Starbuck zich af hoe het verder moet met hun respectievelijke huwelijksleven. |                                      |                       |                                       |                  |              |  |
| 14 | The Woman King                       | Michael Rymer         | Michael Angeli                        | 11 februari 2007 | 41.401       |  |
| Een groep patiënten heeft klachten over een bepaalde dokter. Helo onderzoekt de zaak. |                                      |                       |                                       |                  |              |  |
| 15 | A Day in the Life                    | Rod Hardy             | Mark Verheiden                        | 18 februari 2007 | 41.398       |  |
| Tyrol en Cally komen vast te zitten in een defecte luchtsluis. Adama worstelt op zijn huwelijksverjaardag met onaangename herinneringen over zijn vrouw. |                                      |                       |                                       |                  |              |  |
| 16 | Dirty Hands                          | Wayne Rose            | Jane Espenson & Anne Cofell Saunders  | 25 februari 2007 | 41.400       |  |
| Na enkele incidenten in de raffinaderij besluit Tyrol op te komen voor de arbeiders die moeten werken onder erg slechte omstandigheden. Er ontstaat een verzet en het werk valt stil. Adama dreigt ermee om de werkonwilligen te executeren met op de eerste plaats Tyrols vrouw Cally als hij de strijd niet staakt. |                                      |                       |                                       |                  |              |  |
| 17 | Maelstrom                            | Michael Nankin        | Bradley Thompson & David Weddle       | 4 maart 2007     | 41.400       |  |
| Tijdens een patrouille merkt Starbuck een cylon raider op en gaat erachteraan maar Apollo vangt geen enkel signaal op en begint te vrezen voor Starbucks geestelijke gezondheid. |                                      |                       |                                       |                  |              |  |
| 18 | The Son Also Rises                   | Robert Young          | Michael Angeli                        | 11 maart 2007    | 41.399       |  |
| Apollo beschermd Baltars tweede advocaat nadat de eerste om het leven is gebracht en besluit om de advocaat te helpen en sluit zich aan bij de verdediging. Adama hangt de foto van Starbuck in de herdenkingsruimte naast de foto van "Kat". |                                      |                       |                                       |                  |              |  |
| 19 | Crossroads: Deel 1                   | Michael Rymer         | Michael Taylor                        | 18 maart 2007    | onbekend     |  |
| Baltars proces gaat van start. Apollo ondervraagt Roslin die opgeroepen werd als getuige en vraagt haar of ze opnieuw medicatie neemt, wat haar getuigenis in diskrediet zou kunnen brengen. Ze geeft toe dat ze medicijnen neemt omdat ze opnieuw kanker heeft. Dee, die geschoffeerd is door Apollo's ondervragingstechniek, verlaat later die dag haar man. Ondertussen beginnen enkele bemanningsleden vreemde muziek te horen.                                                                         |                                      |                       |                                       |                  |              |  |
| 20 | Crossroads: Deel 2                   | Michael Rymer         | Anne Cofell-Saunders & Mark Verheiden | 25 maart 2007    | onbekend     |  |
| Baltar wordt met drie stemmen tegen twee vrijgesproken. Vier bemanningsleden die de laatste tijd geconfronteerd worden met het horen van vreemde muziek worden door het deuntje aangetrokken tot een ruimte waar ze alle vier verbaasd zijn elkaar te treffen en dan beseffen ze wat hun ware identiteit is. |                                      |                       |                                       |                  |              |  |

## Seizoen 4
| Nr. | Titel                          | Regisseur             | Schrijver(s)                       | Uitzenddatum                       | Overlevenden |  |
| --- | ------------------------------ | --------------------- | ---------------------------------- | ---------------------------------- | ------------ |  |
| 1 | He That Believeth in Me        | Michael Rymer         | Bradley Thompson & David Weddle    | 4 april 2008                       | 39.698       |  |
| Starbuck keert terug en beweert de locatie van de Aarde te kennen maar stuit op veel scepsis. Baltar wordt door een groepje vrouwen meegenomen die een monotheïstische cult vormen. Tijdens een cylon aanval scant een raider Samuel Anders waardoor zijn iris rood gloeit wat prompt de cylons de aanval doet afbreken. |                                |                       |                                    |                                    |              |  |
| 2 | Six of One                     | Anthony Hemingway     | Michael Angeli                     | 11 april 2008                      | 39.676       |  |
| Starbuck wordt geconfronteerd met de gevolgen van haar gewapende confrontatie met president Roslin en verliest het vertrouwen van een groot deel van de bemanning. Nadat de cylons ontdekken dat er binnen de koloniale vloot leden van de "final five" aanwezig zijn leidt een Number Six met de naam Natalie een coup binnen de Cylon hiërarchie. |                                |                       |                                    |                                    |              |  |
| 3 | The Ties That Bind             | Michael Nankin        | Michael Taylor                     | 18 april 2008                      | 39.676       |  |
| Als Cally haar man Tyrol ervan verdenkt een geheime affaire te hebben volgt ze hem en ontdekt ze de waarheid over hem. Inmiddels is Starbuck met een kleine bemanning op zoek naar de Aarde. Apollo zet zijn eerste stappen in de politiek. |                                |                       |                                    |                                    |              |  |
| 4 | Escape Velocity                | Edward James Olmos    | Jane Espenson                      | 25 april 2008                      | 39.675       |  |
| Baltars monotheïstische cultus breidt uit wat voor politieke onrust zorgt. Tigh bezoekt Caprica Six in de cel en Tyrol heeft het moeilijk na de dood van Cally. |                                |                       |                                    |                                    |              |  |
| 5 | The Road Less Traveled         | Michael Rymer         | Mark Verheiden                     | 2 mei 2008                         | 39.676       |  |
| Starbuck krijgt te maken met muiterij nadat een Number Two aan boord komt en ze van plan is met hem samen te werken. Op de Galactica gaat Tyrol naar Baltars religieuze bijeenkomsten. |                                |                       |                                    |                                    |              |  |
| 6 | Faith                          | Michael Nankin        | Seamus Kevin Fahey                 | 9 mei 2008                         | 39.675       |  |
| Na een confrontatie op de Demetrius raakt Gaeta gewond. Starbuck heeft een rendez-vous met de cylon rebellen. Op de Galactica heeft Roslin een gesprek met een stervende vrouw. |                                |                       |                                    |                                    |              |  |
| 7 | Guess What's Coming to Dinner? | Wayne Rose            | Michael Angeli                     | 16 mei 2008                        | 39.673       |  |
| De cylon rebellen stellen de kolonisten een alliantie voor en een plan om samen het "opstandingsschip" te vernietigen zodat cylons de mogelijkheid verliezen om nog gedownload te worden na hun dood. Later proberen Roslin en Balter te communiceren met de cylon hybride en wanneer deze aangekoppeld wordt jumpt het schip weg. Op de Galactica wordt Natalie neergeschoten door Athena.                                                                                          |                                |                       |                                    |                                    |              |  |
| 8 | Sine Qua Non                   | Rod Hardy             | Michael Taylor                     | 27 mei 2008                        | 39.674       |  |
| Na het verdwijnen van Roslin eist Tom Zarek het presidentschap op. Adama draagt het commando over aan Tigh en gebied hem om verder te zoeken naar de Aarde. Hijzelf neemt een raptor om op Roslins terugkomst te wachten. |                                |                       |                                    |                                    |              |  |
| 9 | The Hub                        | Paul Edwards          | Jane Espenson                      | 6 juni 2008                        | 39.673       |  |
| Op het cylon "opstandingsschip" wordt Number Three gewekt door Cavil en Boomer. De cylon rebellen en de kolonisten bundelen de krachten om het schip te vernietigen nadat eerst de Number Three in veiligheid wordt gebracht. |                                |                       |                                    |                                    |              |  |
| 10 | Revelations                    | Michael Rymer         | Bradley Thompson & David Weddle    | 13 juni 2008                       | 39.665       |  |
| Number Three besluit om Roslin, Baltar en de andere kolonisten die zich op het rebellenschip bevinden te gijzelen en eist voor hun vrijlating in ruil de cylons die aan boord van de Galactica leven. Als het conflict uit de hand dreigt te lopen komt Starbuck met een oplossing. |                                |                       |                                    |                                    |              |  |
| 11 | Sometimes a Great Notion       | Michael Nankin        | Bradley Thompson & David Weddle    | 16 januari 2009                    | 39.651       |  |
| Aangekomen op Aarde is de teleurstelling groot. Starbuck doet een ontdekking over haar identiteit. Een dronken Adama confronteert Tigh. Dee heeft een aangename date met Apollo en neemt dan een drastische beslissing. |                                |                       |                                    |                                    |              |  |
| / | The Face of the Enemy          | Wayne Rose            | Jane Espenson & Seamus Kevin Fahey | 12 december 2008 - 12 januari 2009 | onbekend     |  |
| Negen dagen nadat Aarde gevonden was zijn Gaeta en enkele anderen aan boord van een Raptor, die gescheiden raakt van de rest van de vloot. De bemanning sterft een voor een. |                                |                       |                                    |                                    |              |  |
| 12 | A Disquiet Follows My Soul     | Ronald D. Moore       | Ronald D. Moore                    | 23 januari 2009                    | 39.644       |  |
| Tyrol komt te weten dat hij niet de vader is van Cally's kind en heeft een confrontatie met "Hot Dog" die de echte vader blijkt te zijn. |                                |                       |                                    |                                    |              |  |
| 13 | The Oath                       | John Dahl             | Mark Verheiden                     | 30 januari 2009                    | 39.643       |  |
| Felix Gaeta, die erg gekant is tegen de alliantie met de cylon rebellen, plant met de hulp van Tom Zarek en een groep sympathisanten een muiterij. |                                |                       |                                    |                                    |              |  |
| 14 | Blood on the Scales            | Wayne Rose            | Michael Angeli                     | 6 februari 2009                    | 39.603       |  |
| Nadat Gaeta de controle van de Galactica overgenomen heeft reist Zarek naar de Colonial One om de Quorum of Twelve te overtuigen om de nieuwe machthebbers te erkennen. Nadat ze weigeren laat hij door enkele mariniers de hele groep executeren. Ondertussen leiden Apollo en Starbuck het verzet en bij de schermutselingen wordt Samuel Anders levensgevaarlijk gewond. |                                |                       |                                    |                                    |              |  |
| 15 | No Exit                        | Gwyneth Horder-Payton | Ryan Mottesheard                   | 13 februari 2009                   | 39.556       |  |
| Op een cylon schip wordt Ellen Tigh vastgehouden door Cavil. Boomer helpt haar te ontsnappen. Samuel Anders die herstellende is herinnert zich zijn tijd van toen hij op de Aarde leefde voor de atoomoorlog. |                                |                       |                                    |                                    |              |  |
| / | The Plan                       | Edward James Olmos    | Jane Espenson                      | 27 oktober 2009                    | onbekend     |  |
| Het verhaal van alle eerdere gebeurtenissen vertelt uit het perspectief van de Cylons. |                                |                       |                                    |                                    |              |  |
| 16 | Deadlock                       | Robert Young          | Jane Espenson                      | 20 februari 2009                   | 39.556       |  |
| Nadat Ellen Tigh en Boomer aankomen op de Galactica wordt deze laatste meteen opgesloten in een cel. Met cylon technologie worden de werkzaamheden aangevat om de metaalbreuken van de Galactica te herstellen. |                                |                       |                                    |                                    |              |  |
| 17 | Someone to Watch Over Me       | Michael Nankin        | Bradley Thompson & David Weddle    | 27 februari 2009                   | 39.556       |  |
| Starbuck ontmoet een pianist en wanneer ze een melodie speelt die ze leerde van haar vader ontdekt ze dat de noten overeenkomen met de tekening die ze van Athena's kind kreeg. Boomer weet met een list de cel te ontsnappen en ontvoerd Athena's kind. |                                |                       |                                    |                                    |              |  |
| 18 | Islanded in a Stream of Stars  | Edward James Olmos    | Michael Taylor                     | 6 maart 2009                       | 39.521       |  |
| Samuel Anders wordt net zoals de cylon hybride aangesloten aan het schip nadat zijn toestand verslechterd was. Starbuck vraagt de hulp van Baltar in haar zoektocht naar wat er met haar gebeurd kan zijn. Adama beslist om de Galactica te evacueren nadat duidelijk geworden is dat het schip niet meer hersteld kan worden. |                                |                       |                                    |                                    |              |  |
| 19 | Daybreak: Deel 1               | Michael Rymer         | Ronald D. Moore                    | 13 maart 2009                      | 39.516       |  |
| Onder meer Adama, Roslin, Apollo en anderen hebben flashbacks van hun leven op Caprica voor de aanval van de cylons. Adama bereid een reddingsoperatie voor om Athena's kind terug te halen. |                                |                       |                                    |                                    |              |  |
| 20 | Daybreak: Deel 2               | Michael Rymer         | Ronald D. Moore                    | 20 maart 2009                      | 39.406       |  |
| Tijdens een laatste confrontatie wordt Athena's kind gered uit de handen van Cavil. Tijdens de operatie moet de Galactica nog één noodjump maken, het is alles wat het schip nog aankan. Adama geeft Starbuck de opdracht om coördinaten in te voeren en ze komt op het idee om de combinatie zo in te geven alsof ze het nummer speelt dat ze van haar vader leerde en die ze op de tekening van Athena's kind zag. De Galactica springt weg en arriveert nabij een blauwe planeet. |                                |                       |                                    |                                    |              |  |